# Geschiedenis van Deurne (Antwerpen)
Dit artikel handelt over de geschiedenis van Deurne bij Antwerpen.

## Het ontstaan van een nederzetting
Als vestigingsplaats voor de mens moet deze streek zeer oud zijn. Hierover weten we echter zeer weinig. Wel werden in Deurne en onmiddellijke omgeving sporen van voorhistorische bewoning aangetroffen. Door het uitblijven van een systematisch bodemonderzoek blijft onze kennis hierover zeer miniem. Dit laatste geldt ook voor de Oud-Belgische en Romeinse periodes. Wat deze laatste betreft, werden er overblijfselen aangetroffen in Antwerpen, Mortsel en Kontich. Ook in Deurne werden er gevonden, maar deze zijn verloren gegaan. We vermoeden dat de Romeinse bezetting hier niet langer duurde dan tot de 3e eeuw van onze jaartelling.
Over de periode van de Frankische nederzetting zijn we evenmin ingelicht. We veronderstellen dat zich hier een kleine boerengemeenschap vestigde, die waarschijnlijk gedurende een zeer lange tijd verstoken bleef van elke beïnvloeding. Wel heeft men willen bewijzen dat Deurne onder de benaming "Thurnini" zou vermeld staan in een schenkingsakte van ca. 693, dit is nooit hard gemaakt. De versterking "Thurnini" (Deurne) lag toen aan de Schelde in de monding van de Schijn, op een stuifzandheuvel of terp. Deze was half gelegen in het water. De streek van Deurne bestaat nog altijd uit verschillende stuifzandheuvels. De hoogste heuvels zijn de Stuivenberg, Het Kiel, Deurne en Merksem. Bedoelde oorkonde is ons enkel bekend door een kopie van veel latere datum waarin niet "Turnine" of "Thurnini", maar wel "Tumme" wordt vermeld.
De bekende Eiendijk, die niet ouder is dan de 12e eeuw, werd zeker niet gebouwd door monniken van het Deurnse klooster Quortolodora, dat nooit heeft bestaan. Waarheid is, dat wij omtrent de vroege middeleeuwen evengoed in het duister tasten als voor de vorige periodes. Aan de hand van enkele schaarse gegevens weten wij alleen dat rond 836 de streek grondig werd verwoest door Noormannen. Het is niet zeker dat zij met hun schuiten de Schijn konden bevaren. Bijna zeker van wel, want de Schijnen waren toen veel breder, dieper en met hun drakkar-platbodems konden ze bijna in ondiep water varen. Van een "stad" Deurne is er in die tijd geen sprake, wel een nederzetting of gehucht.
In de 12e eeuw behoorde de parochie Deurne tot het land van Rijen, een onderdeel van het hertogdom Brabant dat deel uitmaakte van het Heilige Roomse Rijk. De domaniale heer was de prins-bisschop van Luik, die enkel de wereldlijke macht uitoefende. Onder kerkelijk opzicht hing Deurne af van het bisdom Kamerijk. Het is de bisschop van Kamerijk, die in 1185 het altaar en de kerkelijke tienden van Deurne zal schenken aan de abdij van Ename. De tol van de Eiendijk was in handen van de hertog van Brabant, die er zijn notaris mee beleende. Deze verkocht het op zijn beurt in 1213 of 1214 weer aan de Sint-Michielsabdij te Antwerpen. De Eiendijk werd aangelegd in een tijd waarin behoefte was om Antwerpen via de vallei van de Potvliet en van de Schijn behoorlijk te verbinden met de Kempen.
Het Luiks domein overtrof in aanzienlijke mate het huidig gebied van Deurne en Borgerhout, want het omvatte oorspronkelijk ook Borsbeek en bepaalde gronden te Merksem, Schoten, 's-Gravenwezel, Wijnegem, Wommelgem, Mortsel en Boechout.
Hoe de Luikse prins-bisschop in het bezit kwam van zijn Deurnse domein is niet duidelijk. Aanvankelijk had hij weinig interesse voor Deurne omdat het een streek betrof die slechts schaars bewoond was door een arme boerenbevolking. Dit verandert in de loop van de 12e eeuw met de opkomst van de steden en een bloeiende landbouw. Het feit dat het aan belang winnende Antwerpen nu vanuit Deurne gemakkelijk te bereiken was en dat de hertog optrad als tolheffer aan de Eiendijk, waren voor de prins-bisschop een aansporing om de domaniale organisatie van zijn bezittingen te organiseren. Zo zien we dat in 1186 op het Bisschoppenhof een schepenbank fungeert, die een vonnis velt bij geschillen.
In de loop van de volgende eeuw is er een evolutie, die zich ook elders merkbaar is. Personen, die aanvankelijk ondergeschikten zijn van de leenheer, zullen zich door het toe-eigenen van grond langzamerhand opwerken tot de ridderstand.
Vanaf 1288 doen zich in deze streek een aantal belangrijke machtsverschuivingen voor. Jan I, de hertog van Brabant, die door zijn overwinning bij Woeringen de handelsweg naar Rijnland had beveiligd, kreeg gedaan dat de prins-bisschop afzag van zijn immuniteitsrechten op het Deurnse domein. De hertog zou hier voortaan optreden als wereldlijk heer en de Deurnse schepenbank viel van dan onder zijn bevoegdheid. De door de oorlog verarmde abdij van Ename zag zich verplicht haar Deurnse goederen en prebenden te verkopen aan de Antwerpse abdij van Sint-Michiel. De stad Antwerpen kocht de tol van de Eiendijk af. Deze nieuwe toestand blijft, op enkele uitzonderingen na, voortbestaan tot aan de Franse Revolutie.

## Belang van Antwerpen neemt toe
In de 14e eeuw wordt de greep van Antwerpen op het nabijgelegen gebied van Deurne en Borgerhout steeds sterker. De door Brabant verloren Brabantse Successieoorlog met het graafschap Vlaanderen om de erfenis van hertog Jan III en het feit dat de Vlaamse graaf Antwerpen met enkele omliggende dorpen, waaronder Deurne, als vuistpand in bezit hield van 1358 tot 1404, brengt hieraan geen verandering.
In de 15e eeuw worden de meeste grondbezitters van Deurne rijk, terwijl de Deurnse boer in regel een pachter was, die zijn akkers mocht bewerken op voorwaarde dat hij regelmatig de huur en de tienden betaalde. De landbouw bracht voldoende op om ten hoogste een bevolking van ca. 850 personen te voeden.
Antwerpen kent een enorme bloei in de 16e eeuw. Het stadsbestuur zal niet alleen trachten de heerlijke rechten over Deurne-Borgerhout te verwerven, ook zullen Antwerpse kooplieden hier overal lusthoven of kastelen bouwen. Zo’n lusthof gold als een statussymbool dat de nieuwe rijken toegang verschafte tot de adel. Kastelen als te Couwelaer, Gallifort, Venneborg, Rivierenhof, Sterckshof, Boterlaarhof, Lanteernhof, en vele anderen dateren uit die tijd. Zij zouden veel te lijden hebben onder de inval in 1542 van Maarten van Rossum en godsdienstoorlogen.

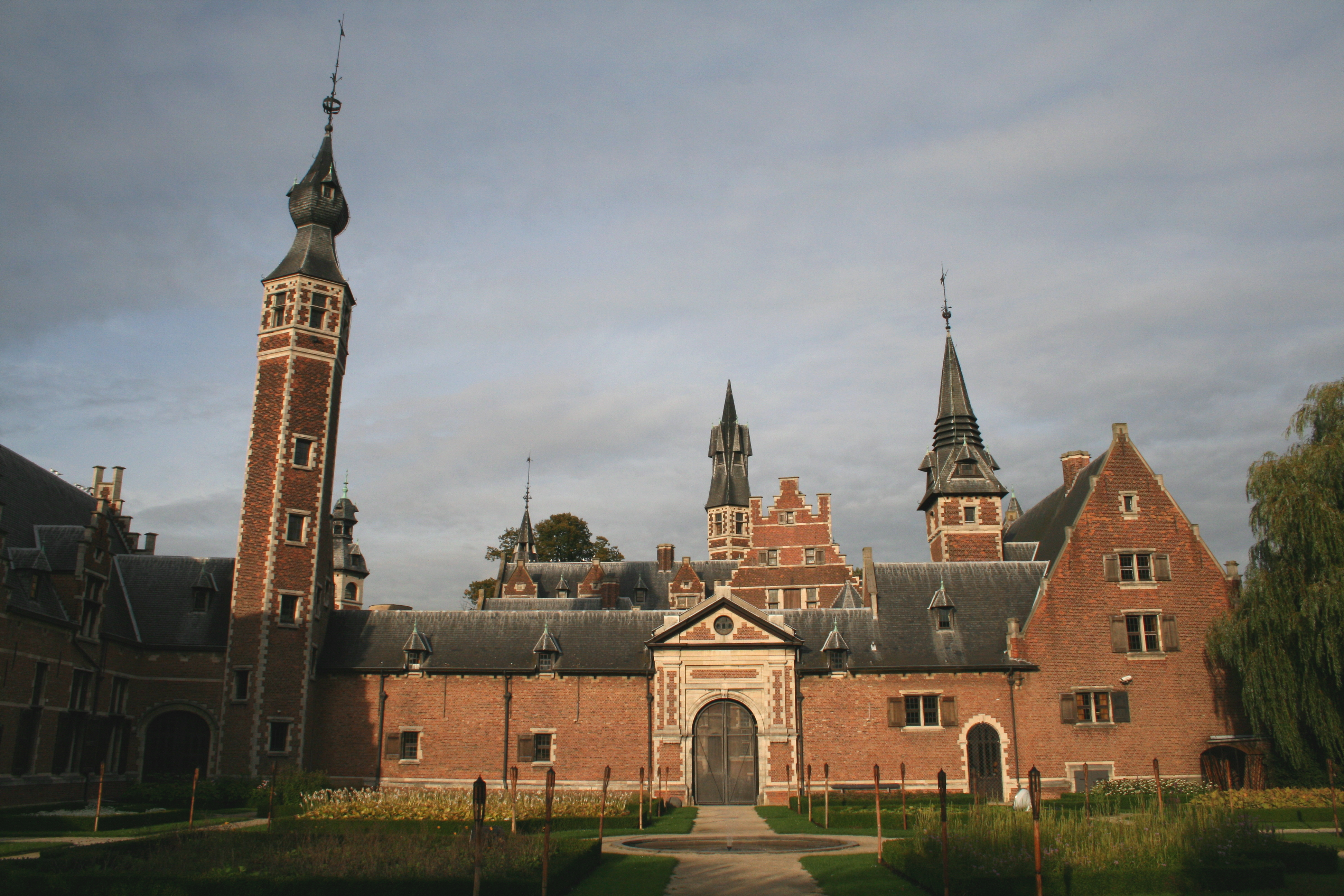
Sterckshof, thans Provinciaal Museum Kunstambachten.

Het bouwen van deze kastelen had tot gevolg dat Deurne in tegenstelling tot Borgerhout zijn landelijk karakter bewaarde. In het dichter bij Antwerpen gelegen Borgerhout ontstond reeds vroeg een agglomeratie waar handelaars zich vestigen en accijnsvrij bier werd verkocht tot groot ongenoegen van de Antwerpse brouwers en magistraten. De Antwerpse dorst naar goedkoop bier, was een van de belangrijkste redenen waarom de stad streefde om op Deurne-Borgerhout heerlijke rechten uit te oefenen. Toen zij daarin lukte, werd het brouwen gewoonweg verboden. Zo kon de stad rustig verdergaan met het heffen van accijns op de nationale drank.
Voor Deurne was de Tachtigjarige Oorlog een ramp. In 1593 bestond de gemeente praktisch niet meer en toen er eindelijk betere tijden aanbraken, ging de heropbouw uiterst langzaam. Een gedeelte van de huidige Sint-Fredeganduskerk kwam eerst in 1604 onder dak.
Ondanks verschillende doortochten van vreemde legers tussen 1648 en 1793 kan men deze periode betrekkelijk rustig noemen. Antwerpen was als havenstad voorlopig afgeschreven. De financiële activiteit nam wel toe zodat er voldoende rijke lui waren die zich de weelde van een kasteel in Deurne konden veroorloven. Het Rivierenhof in zijn huidige vorm, het kasteel Boekenberg en het Bisschoppenhof dateren uit die tijd net als Ertbrugge en de Zwarte Arend. Zo bleef Deurne leven onder archaïsche verhoudingen tot aan de Franse Revolutie, waardoor alle feodale rechten werden afgeschaft.
Tijdens de Franse bezetting in 1800 werden de oude parochiale organisaties opgeheven en vervangen door municipaliteiten. Van dan treedt in Deurne-Borgerhout een eerste burgemeester (maire) op, een handelaar genaamd Pieter Jozef Broëta. Hij bleef in functie tot in 1816. Hij voerde een eerste basale organisatie in van openbare diensten door en stichtte een gemeenteschool.
In de 19e eeuw breekt een nieuwe bloeiperiode voor Antwerpen aan, diverse inwijkelingen uit de Kempen vinden de weg naar de opkomende grootstad en vestigen zich in Borgerhout en Deurne. Een eerste verbindingsweg tussen de wijken Noord-Centrum en Zuid, wordt in de tweede helft van de 19e eeuw aangelegd. De belangrijkste geografische factor, die in de sociale en economische ontwikkeling van Deurne een rol speelt, is dan ook de strategische ligging naast Antwerpen.
Onder de verenigde Nederlanden (1814-1830) zal het verschil tussen het meer op industrie en handel georiënteerde Borgerhout en het landelijke Deurne zo groot worden dat ten slotte in 1836 beide gemeenten worden gescheiden.
De oorzaak was dat Deurne niet wenste te betalen voor investeringen in Borgerhout.
Inmiddels telde Deurne 2089 inwoners en hiervan hadden er een dertigtal kiesrecht. In wezen was het zo dat te Borgerhout de industriëlen en de handelaars de meesters waren, Deurne had kasteelheren.

## Deurne werkt eigen beleid uit
De eerste Deurnse gemeenteraad werd verkozen op 13 september 1836. Pieter Palinck werd burgemeester tot 1839. Hij werd vervangen door Georges Cogels, die de functie bekleedde tot 1885. Georges Cogels, was mede-eigenaar van het Rivierenhof en afstammeling van een bankiersfamilie. Hij deed zijn uiterste best bij de bestrijding van de cholera-epidemieën tussen 1859 en 1866. Cogels stond toe dat men door zijn gronden een verbindingsweg met Deurne-Zuid aanlegde. Hij trachtte de inwijking van vreemde arbeiders af te remmen, door het heffen van een taks op volkswoningen. Verzette zich tegen het inrichten van een bibliotheek en tegen het oprichten van een avondschool. Hij bleef bij zijn standpunt tijdens de schoolstrijd van 1879-1884.
De aangroei van de bevolking hoe bescheiden ook, stelde inderdaad problemen van sociale aard. Vermits elke sociale voorziening in die tijd van economisch liberalisme geheel ontbrak, vielen ’s winters en in de crisisperiodes de werklozen ten laste van de Armenkas. Hoe meer arbeiders zich in Deurne vestigden, hoe zwaarder de financiële last.
Meer dan eens gebeurde het dat de uitgaven van deze kas hoger lagen dan die van de gemeente. We besluiten dat in die tijd de sociale verhoudingen meer dan ellendig waren.
Het inwijkinsproces was niet meer te stuiten. Onder het mandaat van burgemeester Florent Pauwels (1885-1908) overschreed het aantal inwoners de 10.000. In 1908 werd Antoon Van den Bossche burgemeester en hij zou het ambt bekleden tot 1919. Bij het begin van de 20e eeuw werden schuchtere pogingen gedaan om de gemeente te moderniseren. De eerste straatverlichting dateert van 1909.

## De Wereldoorlogen
De Eerste Wereldoorlog heeft de ontwikkeling van de gemeente verstoord. Na 1918 verbeterden de sociale toestanden, waarbij ook minder welgestelden een eigen woning te bouwen. Anderzijds bleek ook dat de grootgrondbezitters van Deurne hun gronden op veel voordeligere wijze konden exploiteren, wanneer zij ze omvormden tot bouwgrond en er nieuwe straten lieten doortrekken.

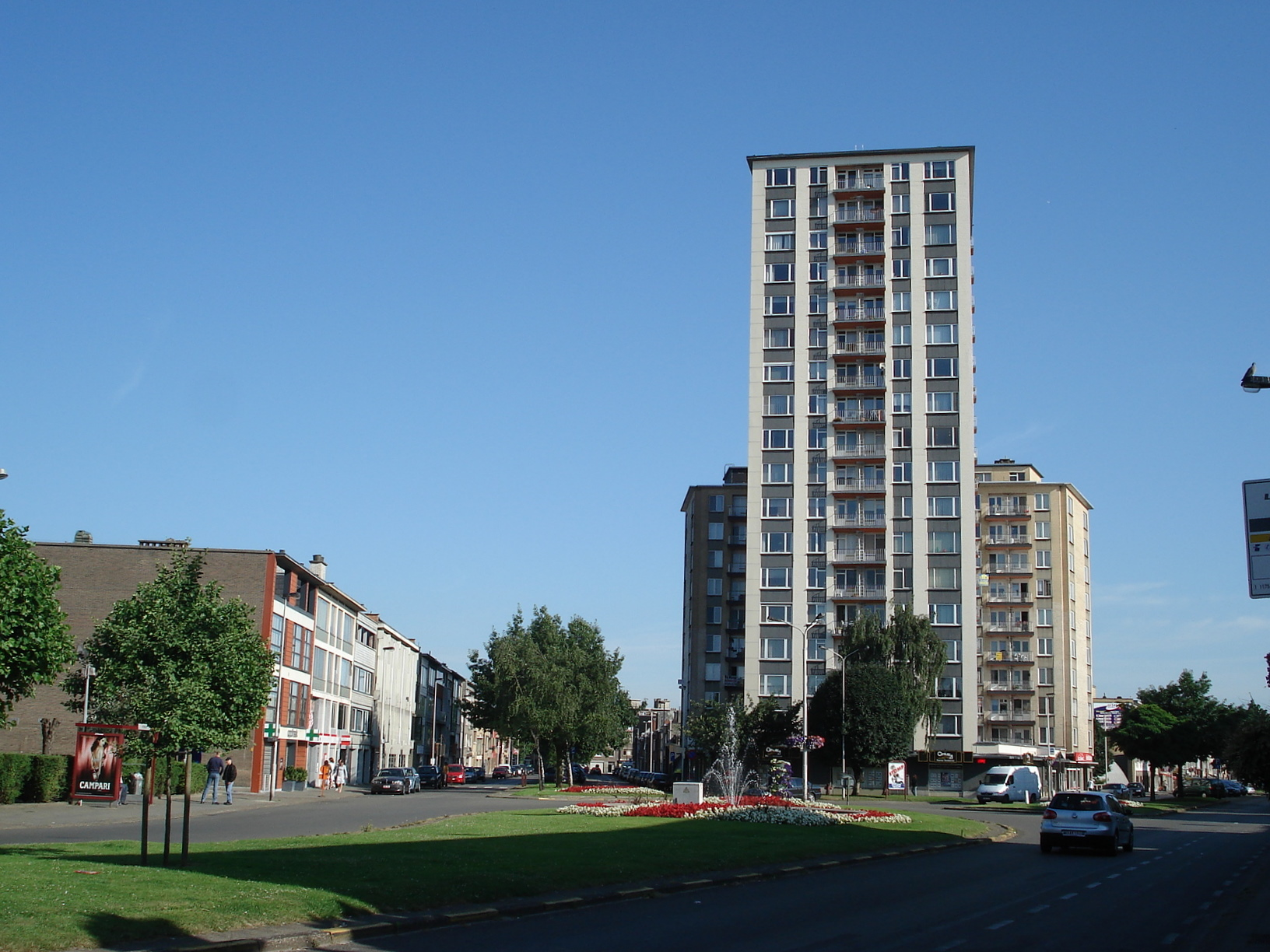
Deurne-Noord: Craeybeckxlaan.

Tot dan was Deurne een landelijke gemeente en waren de belangrijkste posten voorbehouden aan adellijke en invloedrijke families. De aanstelling van August Van de Wiele (1919-1932) na de Eerste Wereldoorlog wees op een gewijzigde levensopvatting. Onder het burgemeesterschap Van de Wiele kende Deurne zijn eerste grote expansie ingevolge de talrijke nieuwe woonwijken, onder andere Conforta. Een nieuwe bevolking vestigde zich te Deurne.
De voortdurende uitbreiding van de gemeenten, de moderne verkeersaders, de verbindingsmogelijkheden, de aanzienlijke toename van bevoegdheden en activiteiten hebben een nauwere samenwerking tussen de toenmalige gemeenten onderling in het leven geroepen.
In 1920 groeide de bevolking tot 15.432. Na de Eerste Wereldoorlog werd deze beweging nog gestimuleerd door een inwijking uit Antwerpen naar de randgemeenten. In 1932 telde Deurne 49.349 inwoners.
De evolutie van Deurne werd andermaal gestuit door de Tweede Wereldoorlog. De tragedie van de V-bommen (V-1 en V-2), die gedurende zes maanden (van oktober 1944 tot maart 1945) Deurne teisterde, heeft hier grote schade aangericht en tal van slachtoffers gemaakt. Dit heeft de bevolking er niet van weerhouden na de oorlog opnieuw de handen uit de mouwen te steken om Deurne weer op te bouwen en verder uit te breiden. In 1948 is de geleden schade hersteld. Op 17 november 1954 werd Maurice Dequeecker tot burgemeester benoemd.
In de jaren zestig werden omvangrijke initiatieven gerealiseerd: de sociale woningbouw, modernisering en uitbreiding van de onderwijsinrichtingen, oprichting van een diagnostisch centrum, bouw van een nieuwe bibliotheek, verwezenlijking van verscheidene sportcomplexen en er wordt meer aandacht geschonken aan groenvoorziening.

## Aantal inwoners neemt stilaan af
Van 1972 af verminderde het aantal inwoners ten voordele van de verder van de stad gelegen landelijke gemeenten. Vanaf 1976 vertraagde de nood aan geldmiddelen heel wat realisaties en zette vanzelfsprekend ook een domper op te nemen initiatieven. Met het oog op de fusie van 1 januari 1983, werd door de voogdijoverheid beperkingen opgelegd. Toch werden werken van zekere omvang, waarvan de ontwerpen reeds jaren bestonden, in 1981 eindelijk gerealiseerd. Zo werd onder meer het pomp- en zuiveringsstation, op de linker schijnoever, waarvoor het plan reeds in 1920 bestond, in bedrijf genomen. Het Deurnse OCMW opende in 1981 zijn serviceflats en op 12 juni van datzelfde jaar werd een geriatrische kliniek ingehuldigd. Het cultureel centrum Rix, waarvan de tentoonstellingszaal reeds sinds 1979 ter beschikking stond, kon op 12 maart 1982 officieel in gebruik worden genomen.
Op gebied van sportinfrastructuur kon de gemeente Deurne ook zijn mannetje staan. Het was dan ook niet te verwonderen dat Deurne, door de vele realisaties, als een van de eerste gemeenten, de prijs van 'Sportgemeente' kreeg. Midden 1977 werden aan de Ruimtevaartlaan zeven nieuwe tennisvelden ter beschikking van de bevolking gesteld. In 1981 werd een atletiekpiste aangelegd op de bestaande sportvelden Hoogmolen. In 1982 deed men een aanvraag voor de aanleg van een rolschaatsbaan naast de reeds bestaande ijsbaan en in de nabijheid van de skipiste.

## Fusie
Op 1 januari 1983 werd Deurne met zeven andere gemeenten - Antwerpen, Berchem, Borgerhout, Ekeren, Hoboken, Merksem en Wilrijk - gefusioneerd tot de stad Antwerpen. Hierdoor ontstond een stad met meer dan 500.000 inwoners. Iedere vroegere gemeente werd omgevormd tot "district" met elk een districtshuis, het vroegere gemeentehuis. Vele diensten werden gecentraliseerd. Per district bleef een dienstencentrum bestaan, waar de inwoners voor tal van zaken terechtkunnen: informatie, bevolking, burgerlijke stand, sociale zaken, bouwkundige vergunningen enz.